# Campeón de Campeones (snooker)
El Campeón de Campeones es un torneo de snooker que se celebró por primera vez en 1978 y que desde 2013 se organiza cada año en alguna ciudad de Inglaterra. El jugador con más victorias es Ronnie O'Sullivan, que lo ha ganado en 2013, 2014 y 2018.

## Historia

### Ganadores
| Año  | Ganador           | Resultado | Subcampeón        | Sede          | Referencias |
| ---- | ----------------- | --------- | ----------------- | ------------- | ----------- |
| 1978 | Ray Reardon       | 11-9      | Alex Higgins      | Londres       | [ 1 ]       |
| 1980 | Doug Mountjoy     | 10-8      | John Virgo        | Londres       | [ 1 ]       |
| 2013 | Ronnie O'Sullivan | 10-8      | Stuart Bingham    | Coventry      | [ 2 ]       |
| 2014 | Ronnie O'Sullivan | 10-7      | Judd Trump        | Coventry      | [ 3 ]       |
| 2015 | Neil Robertson    | 10-5      | Mark Allen        | Coventry      | [ 5 ]       |
| 2016 | John Higgins      | 10-7      | Ronnie O'Sullivan | Coventry      | [ 6 ]       |
| 2017 | Shaun Murphy      | 10-8      | Ronnie O'Sullivan | Coventry      | [ 7 ]       |
| 2018 | Ronnie O'Sullivan | 10-9      | Kyren Wilson      | Coventry      | [ 4 ]       |
| 2019 | Neil Robertson    | 10-9      | Judd Trump        | Coventry      | [ 8 ]       |
| 2020 | Mark Allen        | 10-6      | Neil Robertson    | Milton Keynes | [ 9 ]       |
| 2021 | Judd Trump        | 10-4      | John Higgins      | Bolton        | [ 10 ]      |
| 2022 | Ronnie O'Sullivan | 10-6      | Judd Trump        | Bolton        | [ 11 ]      |
| 2023 | Mark Allen        | 10-3      | Judd Trump        | Bolton        | [ 12 ]      |